# Anthrenus buettikeri
Anthrenus buettikeri is een keversoort uit de familie spektorren (Dermestidae). De wetenschappelijke naam van de soort werd in 1980 gepubliceerd door Mroczkowski.